# Objaw Schrödera
Objaw Schrödera – maciczny objaw odklejenia się łożyska. Charakteryzuje się uniesieniem dna macicy i zmniejszeniem jej poprzecznego rozmiaru. Jest to jedna z cech świadczących o oddzieleniu się łożyska i możliwym wykluczeniu nieprawidłowości trzeciego okresu porodu. Oprócz objawu Schrödera istnieją również inne cechy odklejania się łożyska m.in. objaw Küstnera, zmniejszenie napięcia pępowiny, wysuwanie się sznura pępowinowego z pochwy oraz pojawienie się odczucia parcia na stolec jako skutek wypełnienia pochwy przez wydalone z macicy łożysko.